# Samal Saeed
Samal Saeed (arab. سامال سعيد, ur. 1 grudnia 1987) – iracki piłkarz występujący na pozycji obrońcy w drużynie Al-Shorta. Jest bratem bliźniakiem innego kadrowicza, grającego na pozycji pomocnika Samera.

## Kariera piłkarska
Samal Saeed jest wychowankiem klubu Al-Shorta. W 2007 przeszedł do zespołu Arbil FC. Przebywał tu przez dwa sezony i w tym czasie wywalczył dwa tytuły mistrza Iraku. Przed sezonem 2009/2010 odszedł do klubu Al-Shutra.
Samal Saeed w 2005 zadebiutował w reprezentacji Iraku. W 2011 został powołany na Puchar Azji.

### Sukcesy

#### Arbil FC
- Zwycięstwo
  - I liga iracka: 2007/2008, 2008/2009